# Campomanesia aromatica
Campomanesia aromatica es una especie de planta de flores perteneciente a la familia Myrtaceae. Es endémica de Trinidad y Tobago, Guayana Francesa, Guyana, Surinam, Venezuela, Bolivia, 
Brasil. 

## Taxonomía
Campomanesia aromatica fue descrita por (Aubl.) Griseb.  y publicado en Flora of the British West Indian Islands 242. 1860.
Sinonimia
- Abbevillea martiana (DC.) O.Berg
- Burchardia aromatica (Aubl.) Raf.
- Campomanesia beaurepairiana Kiaersk.
- Campomanesia ciliata O.Berg
- Campomanesia coaetanea O.Berg
- Campomanesia glazioviana Kiaersk.
- Campomanesia sparsiflora (DC.) J.F.Macbr.
- Campomanesia synchrona O.Berg
- Campomanesia tenuifolia (Mart. ex DC.) O.Berg
- Eugenia desvauxiana O.Berg
- Eugenia sparsiflora DC.
- Myrtus fascicularis DC.
- Myrtus psidioides Desv. ex Ham.
- Psidium aromaticum Aubl.
- Psidium tenuifolium Mart. ex DC.[3]

## Nombre común
- guabirá en Bolivia.[4]
- guayabita arrayán en Venezuela.[5]